# Erba
Erba – miejscowość i gmina we Włoszech, w regionie Lombardia, w prowincji Como, położona nad rzeką Lambro.
Według danych na rok 2004 gminę zamieszkiwały 16 383 osoby, 910,2 os./km².

## Współpraca
- Fellbach, Niemcy
- Tain-l’Hermitage, Francja
- Tournon-sur-Rhône, Francja
- Cortale, Włochy